# .im
.im je vrhovna internetska domena (country code top-level domain - ccTLD) za otok Man. Domenom upravljaju Vlada Otoka Mana i Domicilium.

## Vanjske poveznice
- IANA .im whois informacija  Arhivirana inačica izvorne stranice od 21. kolovoza 2008. (Wayback Machine)